# 고몽
고몽(Gaumont)은 프랑스의 영화 제작 회사로, 1895년에 레옹 고몽(Léon Gaumont)이 창업한 현존하는 가장 오래 된 영화사이다. 출범하던 첫 해에는 프랑스의 뤼미에르 형제가 시네마토그래프를 발명하여 제작한 세계 최초의 영화인 <열차 도착>, <공장문을 나서는 노동자> 등을 촬영해 상영을 시작했다. 파리 인근의 오드센주 뇌이쉬르센에 본사가 있다. 프랑스의 여배우인 레아 세이두의 증조 할아버지인 니콜라스 세이두가 1975년에 경영권을 인수하였다.

## 제작 영화
- 달빛 그림자
- 라붐
- 라붐 2
- 레옹
- 마피아 소탕작전
- 유 콜 잇 러브
- 언터처블: 1%의 우정
- 아일로
- #아이엠히어

## 애니메이션 제작
- 유령 빌리
- 합체 영웅 아토믹